# Waschhaus (Sauternes)

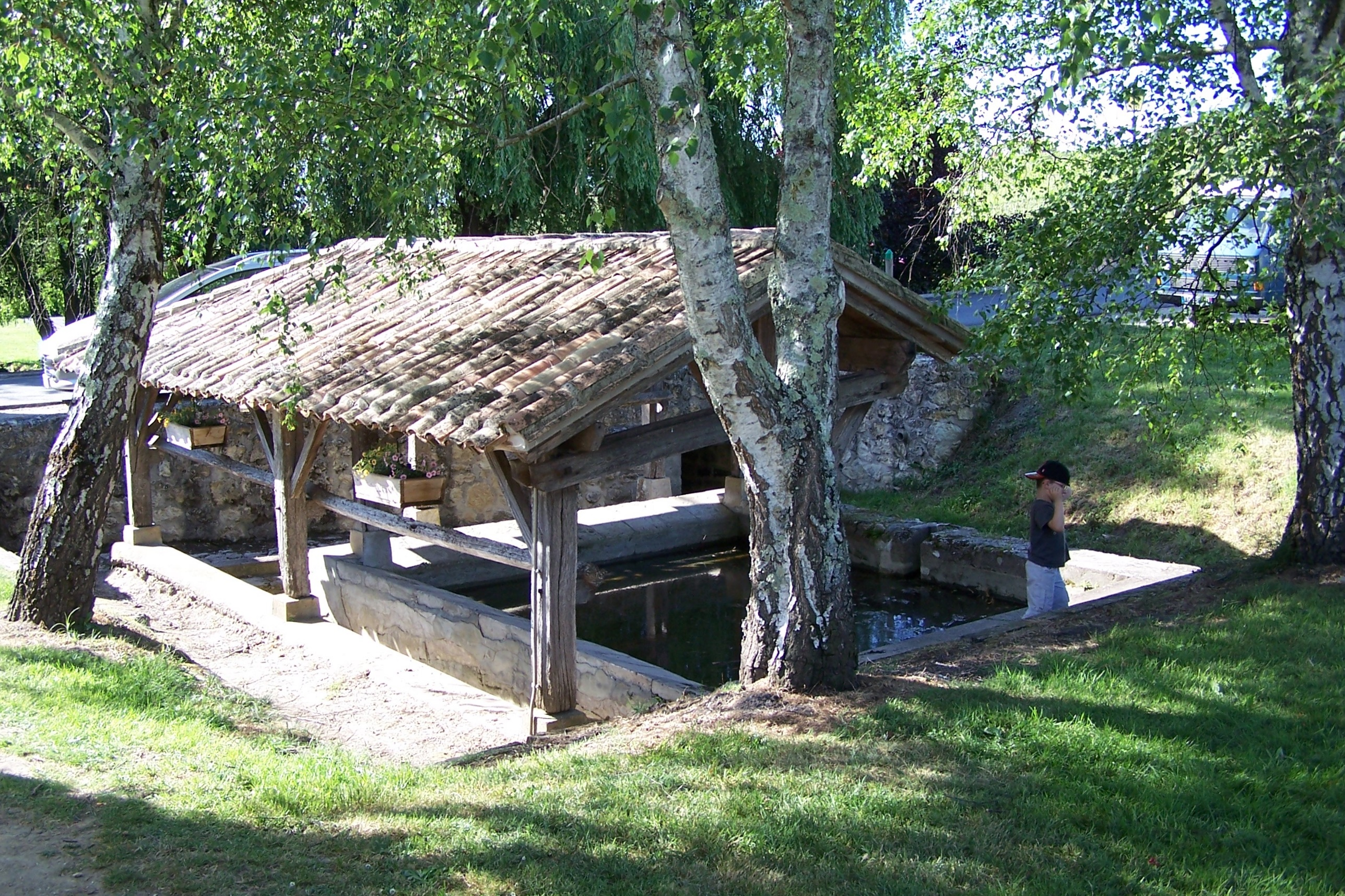
Waschhaus in Sauternes

Das öffentliche Waschhaus (französisch lavoir) in Sauternes, einer französischen Gemeinde im Département Gironde in der Region Nouvelle-Aquitaine, wurde 1866 errichtet.  
Das an allen Seiten offene Waschhaus steht nördlich der Kirche Saint-Pierre-ès-Liens (St. Petrus in Ketten).
Es besteht aus einer einfachen Holzkonstruktion mit Satteldach, das mit halbrunden Dachziegeln gedeckt ist. Das Waschhaus wird von einer Quelle mit Wasser gespeist. 